# Anne-Marie Wivel
Anne-Marie Wivel (født Nørrekjær den 26. juli 1944) er en dansk erhvervskvinde.
Hun er uddannet lægesekretær, merkonom og HD i organisationsteori og arbejdssociologi og er medlem af censorformandskabet for de erhvervsøkonomiske uddannelser.
Hun blev administrerende direktør for den audiovisuelle virksomhed Lydia, informationschef hos Christian Rovsing A/S og adm. direktør for Dagbladet Information. Hun fortsatte som adm. direktør for Det fri Aktuelt og kom dernæst som chef til trykkeriet NB Rotation. 
I 2001 blev Wivel rektor for Den Grafiske Højskole og var fra 2008 til 2011 rektor for Danmarks Medie- og Journalisthøjskole.
Hun har været kommunalpolitiker for Venstre, først i Søllerød Kommunalbestyrelse og siden fra 2007 til 2009 som medlem af Rudersdal Kommunalbestyrelse.
Hun har været gift tre gange: Første gange med godschef Peter Heiberg, anden gang med jurist Hans Blixenkrone-Møller og tredje gang - fra 1995 til 2002 - med Peter Wivel.